# Tensor de no metricidad
En matemáticas, el tensor de no-metricidad en geometría diferencial es la derivada covariante del tensor métrico. Es, por tanto, un campo tensorial de orden 3. Se hace cero para la geometría Riemanniana.
Por componentes, se puede definir fácilmente como sigue.
{\displaystyle Q_{\mu \alpha \beta }=\nabla _{\mu }g_{\alpha \beta }}
Este tensor mide la tasa de cambio de las componentes de un tensor métrico a lo largo de un flujo de un cierto campo vectorial, puesto que
{\displaystyle \nabla _{\mu }\equiv \nabla _{\partial _{\mu }}}
donde {\displaystyle \{\partial _{\mu }\}_{\mu =0,1,2,3}} es la base coordenada de campos vectoriales de la variedad, en el caso de que sea 4-dimensioal. Se dice que una conexión {\displaystyle \Gamma } es compatible con la métrica cuando la derivada covariante que tiene asociada, actuando sobre el tensor métrico, (llamémoslo {\displaystyle \nabla ^{\Gamma }}, por ejemplo) se anula, i.e.
{\displaystyle \nabla _{\mu }^{\Gamma }g_{\alpha \beta }=0}
Si la conexión es también libre de torsión (i.e. totalmente simétrica) se conoce como la conexión de Levi-Civita, la cual es la única conexión sin torsión que además es compatible con la métrica. Desde un punto de vista geométrico, el hecho de que el tensor de no-metricidad no se anule para una cierta métrica {\displaystyle g} implica que el módulo de un cierto vector definido sobre el espacio tangente a la variedad en un punto {\displaystyle p}, cambia cuando este es valuado a lo largo de la dirección (flujo) de otro vector arbitrario.